# Anafi (gmina)
Anafi (gr. Δήμος Ανάφης, Dimos Anafis) – gmina w Grecji, w administracji zdecentralizowanej Wyspy Egejskie, w regionie Wyspy Egejskie Południowe, w jednostce regionalnej Thira. W jej skład wchodzi między innymi wyspa Anafi. Siedzibą gminy jest Anafi. W 2011 roku liczyła 271 mieszkańców.